# Zsófia von Ungarn
Zsófia (auch Sofie oder Sophia; * um 1133; † an einem 15. September nach 1150 im Frauenkloster Admont) war die jüngste Tochter von König Béla II. von Ungarn und Helena von Serbien. Sie wurde Pfingsten 1139 mit dem Sohn von König Konrad III., Heinrich (VI.), verlobt. Als die Eheschließung nicht stattfand, ging Sophia als Nonne ins Frauenkloster Admont.
Im Admonter Codex 501 mit den Annales Admontenses und der Continuatio Admuntensis findet sich für das Jahr 1150 eine vermutlich zeitgenössische Federzeichnung eines Frauenkopfs mit Haube, der von Christina Lutter mit Sophia von Ungarn identifiziert wurde.